# Fameplay.tv
Fameplay.tv (dříve MALL.TV) je česká internetová televize. Za jejím vznikem stojí téměř celý bývalý tým Stream.cz v čele se šéfproducentem Lukášem Záhořem, manažer Juraj Felix a investor Jakub Havrlant.

## Historie
Přípravy MALL.TV odstartovaly v lednu 2018, první pořady a seriály představila televize na 53. ročníku Mezinárodního filmového festivalu v Karlových Varech v červenci téhož roku. Samotné vysílání bylo zahájeno v neděli 7. října 2018. O rok později, na podzim 2019, byla spuštěna slovenská lokalizace.
MALL.TV vznikla jako součást Mall Group, první e-commerce skupiny, která v regionu střední a východní Evropy vsadila na produkci vlastní hrané tvorby. Šéfproducentem internetové televize je Lukáš Záhoř, kreativním producentem je Milan Kuchynka a šéfdramaturgem je Martin Krušina. Během prvních třech let existence získaly pořady a seriály MALL.TV řadu ocenění, včetně dvou pro lokální i globální seriálovou produkci nejprestižnějších – osmidílný thriller #martyisdead vyhrál Českého lva za Mimořádný počin v oblasti audiovize a Emmy International v kategorii krátkých seriálů. Od roku 2021 je provozovatelem MALL.TV společnost Czech Video Center.
V dubnu 2023 se MALL.TV přejmenovala na Fameplay.tv a změnila vizuální identitu, kterou vytvořilo studio Najbrt. Stalo se tak v souvislosti s prodejem Mall Group společnosti Allegro a s tím spojeným vypršením licence na používání značky MALL.TV.

## Dostupnost
Fameplay.tv je dostupná zdarma přes webovou platformu, mobilní i smart TV aplikace. Některé pořady a seriály, nebo jejich vybrané epizody je možné najít i na YouTube kanálu Fameplay.tv.